# Крымский (Башкортостан)
Кры́мский (баш. Ҡырым) — село в Альшеевском районе Республики Башкортостан России. Входит в состав Абдрашитовского сельсовета.

## География
Расположено на северном берегу озера Культау.
Расстояние до:
- районного центра (Раевский): 27 км,
- ближайшей железнодорожной станции (Раевка): 27 км.

## История
Село возникло в 2005 году в результате объединения посёлка Центральной усадьбы Раевского совхоза и более мелкого посёлка Крымский в единый населённый пункт под категорией село и названием Крымский.
Сам посёлок Крымский возник в 1892 году, как поселение русских крестьян из Самарской губернии, купивших землю у Одинцова. В другом одноимённом поселении с 1890 г. обосновались эстонцы.
До 2008 года — административный центр Крымского сельсовета.
С 19 ноября 2008 года, в связи с упразднением село Крымского сельсовета, село вошло в состав Абдрашитовского сельсовета (Закон Республики Башкортостан от 19.11.2008 N 49-з «Об изменениях в административно-территориальном устройстве Республики Башкортостан в связи с объединением отдельных сельсоветов и передачей населённых пунктов»).

## Население
| 2002 | 2009 | 2010 |
| ---- | ---- | ---- |
| 566  | ↗581 | ↘529 |

Национальный состав
В 1920 году в 4 дворах жили белорусы и русские, сегодня преобладающее население — татары.

## Религия
В селе есть православная церковь Серафима Саровского.